# Filippo Nicola Donaudi
Filippo Nicola Donaudi - sabaudzki dyplomata żyjący na przełomie XVII i XVIII wieku.
Reprezentował Księstwo Sabaudii-Piemontu w Hadze w latach 1711–1713 jako Chargé d’affaires Wiktora Amadeusza II. Przed 1711 rokiem pracował w Hadze jako sekretarz ambasadora Ignacego Solaro di Moreta. W 1714 sekretarz poselstwa sabaudzkiego w Paryżu, gdzie ambasadorem był wówczas Carlo Filippo Perrone di San Martino.